# Người con gái tôi yêu
Ruk Sutrit (tên tiếng Thái: รักสุดฤทธิ์, tiếng Việt: Người con gái tôi yêu) là bộ phim truyền hình Thái Lan phát sóng vào năm 2013 trên kênh Channel 3 (CH3). Phim với sự tham gia của Jirayu Tangsrisuk và Worakarn Rojjanawat.

## Nội dung
Phim xoay quanh câu chuyện về Ittirit – cậu ấm nhà giàu, từ nhỏ đã lớn lên trong sự chiều chuộng của cả gia đình. Nhưng cũng chính vì cuộc sống nhung lụa, muốn gì có nấy, đã làm Ittirit càng ngày càng trở nên hư hỏng, chỉ thích ăn chơi đua đòi, tụ tập quậy phá…
Sự ngỗ nghịch của Ittirit khiến cha mẹ phiền lòng, mắng mỏ, suốt ngày so sánh cậu với người anh trai hoàn hảo. Điều đó lại càng khiến Ittirit hiểu nhầm, cho rằng cha mẹ yêu thương anh trai, ghét bỏ mình. Tất cả khiến Ittirit càng ngày càng trượt dài trong những phản kháng đầy bế tắc và trẻ con của mình, như một cách chống đối và khẳng định bản thân.
Cho đến một ngày, cuộc đời cậu như rẽ sang một trang khác, khi Chanamon xuất hiện. Cô gia sư trẻ ban đầu khiến Ittirit ghét cay ghét đắng, tìm mọi cách trêu ghẹo, chọc phá, nhiều lúc khiến Chanamon giận "phát điên", chỉ muốn từ bỏ công việc. Nhưng cuối cùng, vào một ngày đẹp trời, Ittirit lại nhận ra: tình cảm trong mình bỗng nở hoa, "kẻ thù" đáng ghét bỗng trở nên đáng yêu không tưởng.

## Diễn viên
- Jirayu Tangsrisuk vai Ittirit "It" Patichat
- Worakarn Rojjanawat vai Chanamon / Chon
- Nichari Chokprajakchat vai Manee Mantra (Maya)
- Kawee Tanjararak vai Tun
- Wiwit Bawornkeeratikajorn vai Teelek
- Dilok Thong wattana vai Ittipol Patichat (bố It)
- Sakdikul Somlek vai Choochai / Chatchai (bố Chon)
- Chomchai Chatwilai vai Thanom
- Thawat Pornrattanaprasert vai Buay
- Vivid Bavornkiratikajorn vai Teelek
- Puttachat Pongsuchat vai Maynee / Manee
- Niti Chaichitatorn vai Tula
- Savitree Samipak vai Arunwatee
- Hansa Jungviwattanawong vai Nooknik
- Paythai Ploymeeka vai Enter
- Chalad Na Songkhla vai Tiangtien
- Kitkasem McFadden vai OJ
- Somchai Khemglad vai Kengkaj
- Apasiri Nitibhon vai Naruedee
- Warapun Nguitragool

## Rating
- - Episode 1: 6.0 - Tập đầu
  - Episode 2: 5.4
  - Episode 3: 7.6
  - Episode 4: 7.3
  - Episode 5: 8.0
  - Episode 6: 8.3
  - Episode 7: 6.9
  - Episode 8: 7.8
  - Episode 9: 6.8
  - Episode 10: 7.6
  - Episode 11: 7.4
  - Episode 12: 7.5
  - Episode 13: 8.4
  - Episode 14: 8.1
  - Episode 15: 9.2
  - Episode 16: 9.7 - Tập cuối

Trung bình: 7.62
Nguồn: AGB Nielsen (Rating Nationwide)

## Ca khúc nhạc phim
- สุดฤทธิ์ / Soot Rit - S.D.F
- รักเธอคนเดียวเท่านั้น / Ruk Tur Kon Diao Tao Nun - Yes’sir Days
- รักเธอคนเดียวเท่านั้น / Ruk Tur Kon Diao Tao Nun - James Jirayu
- ไม่เคยอยู่ในสายตา / Mai Koey Yoo Nai Sai Dtah – Punch Worakarn
- เพื่อนกันวันสุดท้าย / Peuan Gun Wun Soot Tai – Punch Worankarn ft Namm Ronnadet